# Willi Schlesier
Willi Schlesier (* 20. Oktober 1921 in Allenstein; † unbekannt) war ein deutscher Postangestellter und Volkskammerabgeordneter für den Freien Deutschen Gewerkschaftsbund (FDGB).

## Leben
Schlesier nahm nach dem Besuch der Volksschule eine Lehre zum Bäcker auf. Nach Ausbruch des Zweiten Weltkrieges wurde er zur deutschen Wehrmacht einberufen. Nach seiner Rückkehr arbeitete er als Postzusteller. Später besuchte er die Fachschule für Post- und Fernmeldewesen und wurde Amtsvorsteher des Postamts Potsdam II. 1955 wurde er hauptamtlicher Mitarbeiter im Bezirksvorstand IG Post- und Fernmeldewesen.

## Politik
Nach dem Zweiten Weltkrieg wurde Schlesier Mitglied des in der Sowjetischen Besatzungszone gegründeten FDGB.
In der Wahlperiode von 1954 bis 1958 war er Mitglied der FDGB-Fraktion der Volkskammer der DDR.